# Cis (genre)
Ne doit pas être confondu avec Cisgenre.
Pour les articles homonymes, voir Cis.
Genre
Synonymes
- Cisdygma Reitter, 1885[2]
- Dimerocis Peyerimhoff, 1919[2]
- Eridaulus Thomson, 1863[2]
- Macrocis Reitter, 1878[2]
- Xestocis Casey, 1898[2]

Cis est un genre de coléoptères mycophages de la famille des Ciidae et de la super-famille des Tenebrionoidea.

## Liste d'espèces
Selon BioLib (14 juillet 2019) :
- Cis acritus Lawrence, 1971
- Cis adamsoni Blair, 1931
- Cis adelaidae Blackburn, 1888
- Cis afer Fahraeus, 1871
- Cis agaricinus Drapiez, 1819
- Cis agariconae Zimmerman, 1942
- Cis aldabranus Scott, 1926
- Cis alienus Sharp, 1879
- Cis alluaudi Pic, 1916
- Cis americanus Mannerheim, 1852
- Cis angustiformis Perkins, 1900
- Cis angustus Hatch, 1962
- Cis anthracinus Broun, 1880
- Cis arbustensis Zimmerman, 1938
- Cis argentinus (Pic, 1916)
- Cis aristhaeus Reitter, 1908
- Cis armiger Blair, 1940
- Cis asiaticus Lawrence, 1991
- Cis asperrimus Broun, 1880
- Cis atromaculatus Pic, 1916
- Cis aurasiacus Peyerimhoff, 1919
- Cis aureopubens Pic, 1922
- Cis aurosericeus Reitter, 1887
- Cis australis Blackburn, 1888
- Cis baeri Pic, 1940
- Cis biacutus Reitter, 1908
- Cis biarmatus Mannerheim, 1852
- Cis bicolor Sharp, 1879
- Cis biconcavus Lawrence & Paviour-Smith, 2016
- Cis bidentatus (Olivier, 1790)
- Cis bifasciatus Reitter, 1877
- Cis bilamellatus Fowler in Wood, 1884
- Cis bimaculatus Germain, 1855
- Cis bimaculatus Sharp in Blackburn & Sharp, 1885
- Cis bimucronatus Motschulsky, 1851
- Cis bipartitus Jacquelin du Val, 1857
- Cis biramosus Steinheil, 1872
- Cis biroi (Pic, 1956)
- Cis bisbidens Gorham, 1883
- Cis biscutatus Fauvel, 1904
- Cis bisericeus Lawrence, 2016
- Cis bisetiger Chűjô, 1939
- Cis bisetosus Blair, 1935
- Cis bismarckensis Chûjô, 1966
- Cis bison (Reitter, 1878)
- Cis bituberculatus Gorham, 1886
- Cis bituberculosus Roubal, 1937
- Cis blackburni Lawrence & Paviour-Smith, 2016
- Cis boettgeri (Reitter, 1880)
- Cis boleti (Scopoli, 1763)
- Cis bonariensis Steinheil, 1874
- Cis boxi Pic, 1930
- Cis brevehirsutus (Pic, 1922)
- Cis breviformis Perkins, 1900
- Cis brevipennis Nakane & Nobuchi, 1955
- Cis bubalus Reitter, 1878
- Cis cacuminum Scott, 1926
- Cis caffer Fahraeus, 1981
- Cis calidus Sharp in Blackburn & Sharp, 1885
- Cis campoi Brèthes, 1924
- Cis canberrae Lawrence, 2016
- Cis capensis Mellié, 1849
- Cis capillatus Lawrence, 2016
- Cis capricornis Kawanabe, 1997
- Cis castaneus (Herbst, 1793)
- Cis castlei (Dury, 1917)
- Cis cavifrons Blair, 1940
- Cis cayensis Lawrence, 1971
- Cis cedri Peyerimhoff, 1915
- Cis cervus Blair, 1940
- Cis cheesmanae Blair, 1927
- Cis chilensis Germain, 1855
- Cis chinensis Lawrence, 1991
- Cis chloroticus Sharp in Blackburn & Sharp, 1885
- Cis chujoi Miyatake, 1982
- Cis ciliatus Pic, 1929
- Cis clarki Blair, 1940
- Cis clavicorne Baudi, 1873
- Cis clypeodentes Lawrence & Paviour-Smith, 2016
- Cis cognatissimus Perkins, 1900
- Cis compressicornis (Fairmaire, 1881)
- Cis comptus Gyllenhal, 1827
- Cis congestus Casey, 1898
- Cis contendens Walker, 1858
- Cis convexiformis Lawrence, 2016
- Cis convexus Mellié, 1849
- Cis coriaceus Baudi di Selve, 1873
- Cis coriarius Motschulsky, 1863
- Cis corioli (Peyerimhoff, 1915)
- Cis cornelli Lawrence, 1971
- Cis cornuticeps Broun, 1880
- Cis cornutus Blatchley, 1910
- Cis corticinus Gorham, 1883
- Cis crassus Lawrence, 2016
- Cis creberrimus Mellié, 1849
- Cis cribrellus Fauvel, 1904
- Cis crinitus Lawrence, 1971
- Cis cucullatus Wollaston, 1865
- Cis curtepubens Pic, 1940
- Cis deficiens Lawrence, 2016
- Cis delagoensis Pic, 1916
- Cis delicatulus (Jacquelin du Val, 1857)
- Cis dentatus Mellié, 1848
- Cis denticulatus Lawrence, 2016
- Cis deserticolus Lawrence, 2016
- Cis diabolicus (Reitter, 1878)
- Cis diadematus Mellié, 1849
- Cis diminutivus Sharp, 1879
- Cis discolor Lawrence, 1971
- Cis dissidens Lawrence, 2016
- Cis distanticornis Pic, 1922
- Cis donckieri Pic, 1916
- Cis dracaenae Perkins, 1931
- Cis dufaui Pic, 1922
- Cis dunedinensis Leng, 1918
- Cis duplex Casey, 1898
- Cis echidnoides Lawrence & Paviour-Smith, 2016
- Cis eichelbaumi Reitter, 1908
- Cis elongatus (Montrouzier, 1861)
- Cis emarginatus Mellié, 1849
- Cis eminenticollis Nobuchi, 1955
- Cis ephippiatus Mannerheim, 1853
- Cis eremicus Lawrence, 2016
- Cis erinaceus Roubal, 1933
- Cis espinosai Brethes, 1923
- Cis evanescens Sharp, 1879
- Cis fagi Waltl, 1839
- Cis fallax Perkins, 1900
- Cis familiaris Gistel, 1857
- Cis fasciatus Gorham, 1883
- Cis fasciculosus Champion, 1922
- Cis felicitas Scott, 1926
- Cis fernandezianus Lesne, 1924
- Cis festivulus Lawrence, 1971
- Cis festivus (Panzer, 1793)
- Cis fijianus Blair, 1944
- Cis fissicollis Mellié, 1848
- Cis fissicornis Mellié, 1848
- Cis fiuzai Almeida & Lopes-Andrade, 2004
- Cis flavitarsis Broun, 1880
- Cis flavonotatus Pic, 1956
- Cis floridae Dury, 1917
- Cis friebi Roubal, 1933
- Cis fukudai Chűjô, 1940
- Cis fulgens Broun, 1895
- Cis fultoni Broun, 1886
- Cis fulvipes Mellié, 1849
- Cis fusciclavis Nyholm, 1954
- Cis fuscipes Mellié, 1848
- Cis gardneri Pic, 1937
- Cis giganteus Pic, 1934
- Cis glabratus Mellié, 1848
- Cis glabriusculus Reitter, 1908
- Cis gladiator Flach, 1882
- Cis gounellei Pic, 1916
- Cis graecus Schilsky in Küster, 1901
- Cis granarius Mellié, 1849
- Cis grandicornis (Pic, 1917)
- Cis gravipennis Perkins, 1931
- Cis grossus Mellié, 1849
- Cis guangxiensis Lawrence, 2016
- Cis guerinii Mellié, 1849
- Cis gumiercostai Almeida & Lopes-Andrade, 2004
- Cis haleakalae Perkins, 1900
- Cis hanseni Strand, 1965
- Cis hebridarum Blair, 1941
- Cis hieroglyphicus Reitter, 1877
- Cis hirsutus Casey, 1898
- Cis hirtellus Jacquelin Du Val, 1857
- Cis horridulus Casey, 1898
- Cis huachucae Dury, 1917
- Cis hystriculus Casey, 1898
- Cis illustris Broun, 1880
- Cis incanus Rey, 1892
- Cis indica Motschulsky, 1851
- Cis indicus Pic, 1916
- Cis inflatus Lawrence, 2016
- Cis insignis Scott, 1926
- Cis insulicola Dalla Torre, 1911
- Cis interpunctatus Mellié, 1849
- Cis jacquemartii Mellié, 1848
- Cis japonicus Nobuchi, 1955
- Cis jezoensis Nobuchi, 1960
- Cis judaeus Reitter, 1902
- Cis kauaiensis Perkins, 1900
- Cis kawanabei Lopes-Andrade, 2002
- Cis konoi Chűjô, 1940
- Cis krausi Dalla Torre, 1911
- Cis laeticulus Sharp, 1879
- Cis laevigatus Kawanabe, 1997
- Cis laminatus Mellié, 1848
- Cis laminicollis Blair, 1940
- Cis laphami Zimmerman, 1941
- Cis lederi Reitter, 1879
- Cis lemoulti Pic, 1923
- Cis leoi Lopes-Andrade, Gumier-Costa & Zacaro, 2003
- Cis levettei (Casey, 1898)
- Cis libanicus Abeille de Perrin, 1874
- Cis lineatocribratus Mellié, 1848
- Cis lineatosetosus Pool, 1917
- Cis lineatulus Reitter, 1902
- Cis lineicollis Broun, 1880
- Cis litteratus Fauvel, 1904
- Cis lobipes Broun, 1985
- Cis longepilosus (Pic, 1922)
- Cis longipennis Sharp in Blackburn & Sharp, 1885
- Cis longipilis Pic, 1930
- Cis maculatus Chűjô, 1939
- Cis madecassus Pic, 1916
- Cis madurensis Pic, 1916
- Cis mahensis Scott, 1926
- Cis manchuricus Chűjô, 1940
- Cis maritimus (Hatch, 1962)
- Cis marquesanus Blair, 1927
- Cis maurus Peyerimhoff, 1915
- Cis megastictus Lawrence, 1971
- Cis melliei Coquerel, 1849
- Cis micans (Fabricius, 1792)
- Cis microcerus Lawrence, 2016
- Cis micros Fauvel, 1904
- Cis mikagensis Nobuchi & Wada in Nobuchi, 1955
- Cis miles (Casey, 1898)
- Cis mimus Perkins, 1900
- Cis minimus (Montrouzier, 1861)
- Cis minutipunctatus Lawrence, 2016
- Cis minutus Bayford, 1931
- Cis mirabilis Perkins, 1900
- Cis molokaiensis Perkins, 1900
- Cis montevagus Zimmerman, 1938
- Cis morikawai Miyatake, 1954
- Cis multidentatus Pic, 1920
- Cis muriceus Mellié, 1849
- Cis murinus Mellié, 1849
- Cis mutabilis Reitter, 1908
- Cis nasicornis Reitter, 1878
- Cis neoguineensis Pic, 1956
- Cis nesiotes Perkins, 1900
- Cis niedhauki Lawrence, 1971
- Cis nigrofasciatus Blackburn in Blackburn & Sharp, 1885
- Cis nigrorugosus Schilsky in Küster, 1901
- Cis nikkoensis Nobuchi, 1960
- Cis nipponicus Chűjô, 1940
- Cis nitidonotum Lawrence, 2016
- Cis notatus Fauvel, 1904
- Cis nudipennis Perkins, 1931
- Cis obesulus Broun, 1886
- Cis obscuripennis Pic, 1922
- Cis obscuronotum Lawrence, 2016
- Cis obsoletus (Reitter, 1880)
- Cis olivieri Mellié, 1849
- Cis orius Kompantsev, 1996
- Cis pacificus Sharp, 1879
- Cis palawanus Chűjô, 1966
- Cis pallidus Mellié, 1849
- Cis parallelus Scott, 1926
- Cis paritii Perkins, 1933
- Cis parviniger Lawrence, 2016
- Cis perpinguis Broun, 1880
- Cis perrisi Abeille de Perrin, 1874
- Cis piciceps Broun, 1886
- Cis picicollis Broun, 1883
- Cis picturatus Broun, 1886
- Cis pilosus Gorham, 1883
- Cis pistoria Casey, 1898
- Cis planomarginatus Lawrence & Paviour-Smith, 2016
- Cis platensis (Brethes, 1922)
- Cis polypori Chűjô, 1939
- Cis polypori Gistel, 1857
- Cis polysticti Chűjô, 1939
- Cis porcatus Sharp, 1879
- Cis porcellus Fauvel, 1904
- Cis praslinensis Scott, 1926
- Cis pseudosphindus Reitter, 1908
- Cis pumilio Baudi di Selve, 1873
- Cis punctatissimus Pic, 1916
- Cis puncticollis Wollaston, 1860
- Cis punctifer Mellié, 1848
- Cis punctulatus Gyllenhal, 1827
- Cis pusillus Gorham, 1898
- Cis pygmaeus (Marsham, 1802)
- Cis quadricornis Klug, 1834
- Cis quadridens Mellié, 1848
- Cis quadridentatus (Dury, 1917)
- Cis quadridentulus Perris in Abeille, 1874
- Cis ragusai Roubal, 1916
- Cis rapaae Zimmerman, 1938
- Cis recurvatus Broun, 1883
- Cis reitteri Lopes-Andrade, 2002
- Cis retithorax Scott, 1926
- Cis rhinoceros Blair, 1941
- Cis robiniophilus Lawrence, 1971
- Cis robustithorax Pic, 1915
- Cis robustus Pic, 1916
- Cis roridus Sharp in Blackburn & Sharp, 1885
- Cis rotundicollis Blair, 1941
- Cis rotundulus Lawrence, 1971
- Cis rufescens (Pic, 1922)
- Cis rufithorax Pic, 1916
- Cis rufocastaneus Nakane & Nobuchi, 1955
- Cis rufulus Broun, 1880
- Cis rufus Germain, 1855
- Cis rugosus Blair, 1941
- Cis rugulosus Mellié, 1848
- Cis sasajii Kawanabe, 2001
- Cis sasakawai Nobuchi, 1960
- Cis satoi Kawanabe, 2007
- Cis savaiiensis Blair, 1928
- Cis schwenkei Abdullah, 1974
- Cis sellatus Blair, 1940
- Cis septembris (Gistel, 1857)
- Cis seriatocribratus Reitter, 1913
- Cis seriatopilosus Motschulsky, 1860
- Cis seriatulus Kiesenwetter, 1879
- Cis sericeus Mellié, 1849
- Cis setarius Sharp in Blackburn & Sharp, 1885
- Cis setifer (Gorham, 1883)
- Cis setiferus Blackburn, 1888
- Cis shikokuensis Miyatake, 1954
- Cis signatus Sharp, 1879
- Cis sikorai Pic, 1916
- Cis silvicola Scott, 1926
- Cis simillimus Lawrence, 2016
- Cis simulator Perkins, 1900
- Cis sinensis (Pic, 1917)
- Cis sinicus Pic, 1954
- Cis solomonensis Blair, 1944
- Cis sordidus Lawrence & Paviour-Smith, 2016
- Cis steinheili Reitter, 1878
- Cis stereophilus Lawrence, 1971
- Cis stevensoniae Scott, 1926
- Cis striatopunctatus Steinheil, 1872
- Cis striatulus Mellié, 1848
- Cis striolatus Casey, 1898
- Cis subfuscus Gorham, 1886
- Cis subglaber Lawrence & Paviour-Smith, 2016
- Cis submicans Abeille de Perrin, 1874
- Cis subparallelus Lawrence, 2016
- Cis subrobustus Miyatake, 1955
- Cis subseriatus Pic, 1916
- Cis subsquamosus Scott, 1926
- Cis subtilis Mellié, 1849
- Cis sumatrensis (Pic, 1916)
- Cis superbus Kraus, 1908
- Cis tabidus Sharp, 1879
- Cis tahitiensis Zimmerman, 1938
- Cis taiwanus Chűjô, 1939
- Cis tasmanicus Blair, 1940
- Cis tasmanorae Lawrence, 2016
- Cis tauriensis Królik, 2002
- Cis taurus (Reitter, 1878)
- Cis testaceimembris (Pic, 1916)
- Cis testaceus Fahraeus, 1871
- Cis tetracentrum Gorham, 1886
- Cis thomsoni Dalla Torre, 1911
- Cis tomentosus Mellié, 1848
- Cis tricolor Lawrence, 2016
- Cis tricornis (Gorham, 1883)
- Cis tridentatus Mannerheim, 1852
- Cis tristis Mellié, 1849
- Cis tutuilensis Blair, 1928
- Cis uapouae Zimmerman, 1938
- Cis unicus Perkins, 1900
- Cis ursulinus Casey, 1898
- Cis usambarinus Reitter, 1908
- Cis ustulatus Mellié, 1849
- Cis vagrans Perkins, 1926
- Cis validithorax Pic, 1916
- Cis versicolor Casey, 1898
- Cis vestitus Mellié, 1848
- Cis victoriae Lawrence, 2016
- Cis victoriensis Blackburn, 1891
- Cis villosulus (Marsham, 1802)
- Cis viridiflavus Broun, 1883
- Cis vitulus Mannerheim, 1843
- Cis walkeri Blair, 1940
- Cis wollastoni Mellié, 1849
- Cis yamamotoi Kawanabe, 1997
- Cis yorkensis Lawrence, 2016
- Cis zeelandicus Reitter, 1880